# 27597 Varuniyer
27597 Varuniyer este un asteroid din centura principală de asteroizi.

## Descriere
27597 Varuniyer este un asteroid din centura principală de asteroizi. A fost descoperit pe 19 februarie 2001 la Socorro, New Mexico, în cadrul proiectului LINEAR. Asteroidul prezintă o orbită caracterizată de o semiaxă mare de 2,34 ua, o excentricitate de 0,14 și o înclinație de 5,2° în raport cu ecliptica.